# Hans Fuchs (Verleger)
Hans Franz Gustav Fuchs (* 6. Februar 1892 in Heilbronn; † 1945 in Danzig) war ein deutscher Zeitungsverleger.

## Leben
Hans Fuchs war der Sohn von Gustav Fuchs und seiner Ehefrau Clara Roell. Der Vater leitete gemeinsam mit seinem Bruder Albert bis 1893 noch das elterliche Geschäft, eine Eisenwarenhandlung in der Kaiserstraße in Heilbronn, schied dann aber aus dem Unternehmen aus und wandte sich nach Danzig, wo er als Verleger tätig wurde. Hans besuchte das Gymnasium in Danzig und nahm danach das Studium an den Universitäten von München und Heidelberg auf. In Heidelberg erlangte er im Jahre 1913 die Promotion mit der Arbeit Technik im modernen Zeitungsbetrieb zum Dr. phil.
Im Ersten Weltkrieg diente er im Feldartillerie-Regiment 36 als Reserveoffizier. Nach dem Krieg nahm er verschiedene Tätigkeiten im Zeitungswesen wahr, wobei er zuletzt die Aufgaben eines Prokuristen erfüllte. Nach dem Tod seines Vaters im Jahre 1929 übernahm er als persönlich haftender Gesellschafter den Verlag, der die Zeitung Danziger Neueste Nachrichten (DNN) herausgab. Auch wurde er – wie sein Vater – der Vorsitzende des Vereins der Zeitungsverleger im Gebiete der Freien Stadt Danzig. Nach 1933 wurden die DNN, das führende Blatt der Region, gleichgeschaltet, um 1935 gingen die Verlagsrechte von Fuchs auf einen Verlag über, der dem durch Max Amann kontrollierten nationalsozialistischen Franz-Eher-Verlag zugeordnet war.
Hans Fuchs war mit Melanie Schaper, der Tochter des General-Intendanten Rudolf Schaper, verheiratet und wohnte seit 1935 in Danzig. Dort soll er 1945 umgekommen sein.

## Schriften
- Technik im modernen Zeitungsbetrieb. Stuttgart 1916.